# Proreda šuma
Proreda šuma oblik je njege šuma i uzgojni zahvat. Njome se uklanjaju bolesna, prekobrojna, nekvalitetna stabla, koja ugrožavaju i smetaju razvoj kvalitetnih stabala. S proredom se počinje kada se od posječene drvne mase može ostvariti novčana dobit.
U pripremi prorede radi se procjena stvarnog stanja šume. Iz dobivenih prikupljenih podataka odredi se intenzitet prorede, metoda i vrijeme prorede. Intenzitet prorede je postotak sječe od ukupne drvne mase šumske sastojine. Na intenzitet prorede utječe dob sastojine. Što je sastojina starija, intenzitet je manji. Prilikom odabira metode pazi se, da nadzemna struktura sastojine ostane neporemećena. U sastojinama do 30. godine starosti prorede se obično rade svake 5., a u starijima svake 7. ili 10. godine.
Nakon prorede preostala stabla imaju više svjetla, mogu prošiti krošnju i korijenski sustav. U tlu se povećava isparavanje, humifikacija, veća je pozitivna aktivnost mikroorganizama. Ako je intenzitet prorede prejak, pogoršava se stanje. 
Nakon prorede smanjuje se broj stabala, ali preostala stabla imaju bolje uvjete za rast i prirast. Smanjuje se kvantiteta, ali se povećava kvaliteta. Cilj je pomoći najboljim stablima, da dosegnu punu zrelost pa se uklanjaju lošija stabla, koja ih ometaju u punom razvoju.
U prebornim šumama radovi prorede vremenski su i prostorno skoncentrirani. Cilj je prorede zadržati prebornu strukuru. Stabla budućnosti mogu biti svih visina. 